# Eduardo Buller, 1.º Baronete
Eduardo Buller (Edward Buller; 24‎‎ de dezembro de 1764 - 15 de abril de 1824) foi um oficial da ‎‎Marinha Real‎‎ britânica que serviu durante a Guerra da ‎‎Independência americana‎‎ e nas Guerras Revolucionárias e ‎‎Napoleônicas francesas.‎‎ ‎‎ ‎
Buller nasceu em uma proeminente família ‎‎do país ocidental‎‎ em 1764 e iniciou sua carreira naval doze anos depois, servindo com Lorde ‎‎Mulgrave‎‎ durante a Guerra da Independência americana. Ele inicialmente viu ação na ‎‎Batalha de Ushant‎‎ em 1778, antes de viajar para as ‎‎Índias Orientais‎‎ com ‎‎Sir Edward Hughes‎‎ e participar de vários dos compromissos com o ‎‎Bailli de Suffren.‎‎ Nomeado para seu primeiro comando durante seu tempo fora da Índia, Buller sobreviveu por pouco a um furacão e a uma perigosa viagem de volta à Grã-Bretanha. Ele liderou um ‎‎sloop‎‎ na costa norte-americana depois do fim da guerra, e recebeu sua promoção para ‎‎o pós-capitão‎‎ em 1790. Buller passou os primeiros anos das Guerras Revolucionárias Francesas escoltando comboios e servindo no ‎‎Cabo da Boa Esperança,‎‎ antes de retornar à Grã-Bretanha e passar algum tempo em terra, e algum tempo no mar comandando navios no Canal da ‎‎Mancha.‎